# Maršal Finske
Maršal Finske (finsko Suomen marsalkka in švedsko Marskalk av Finland) je častni vojaški čin, ki je bil posebej ustvarjen za finskega vrhovnega poveljnika Carla Gustafa Emila Mannerheima in mu je bil podeljen 4. junija 1942, na njegov 75. rojstni dan. 
Mannerheim ni prejel nobene nove oznake čine, ampak je nadaljeval z nošnjo oznake čina feldmaršala: trije levi Finske nad dvema prekrižanama maršalskima batonoma.